# Урсаевское сельское поселение (Азнакаевский район)
Урсаевское сельское поселение — сельское поселение в Азнакаевском районе Татарстана. 
Административный центр — село Урсаево.
В состав поселения входит 2 населённых пункта.

## Административное деление
- с. Урсаево
- дер. Муслюмово